# Janelia Research Campus

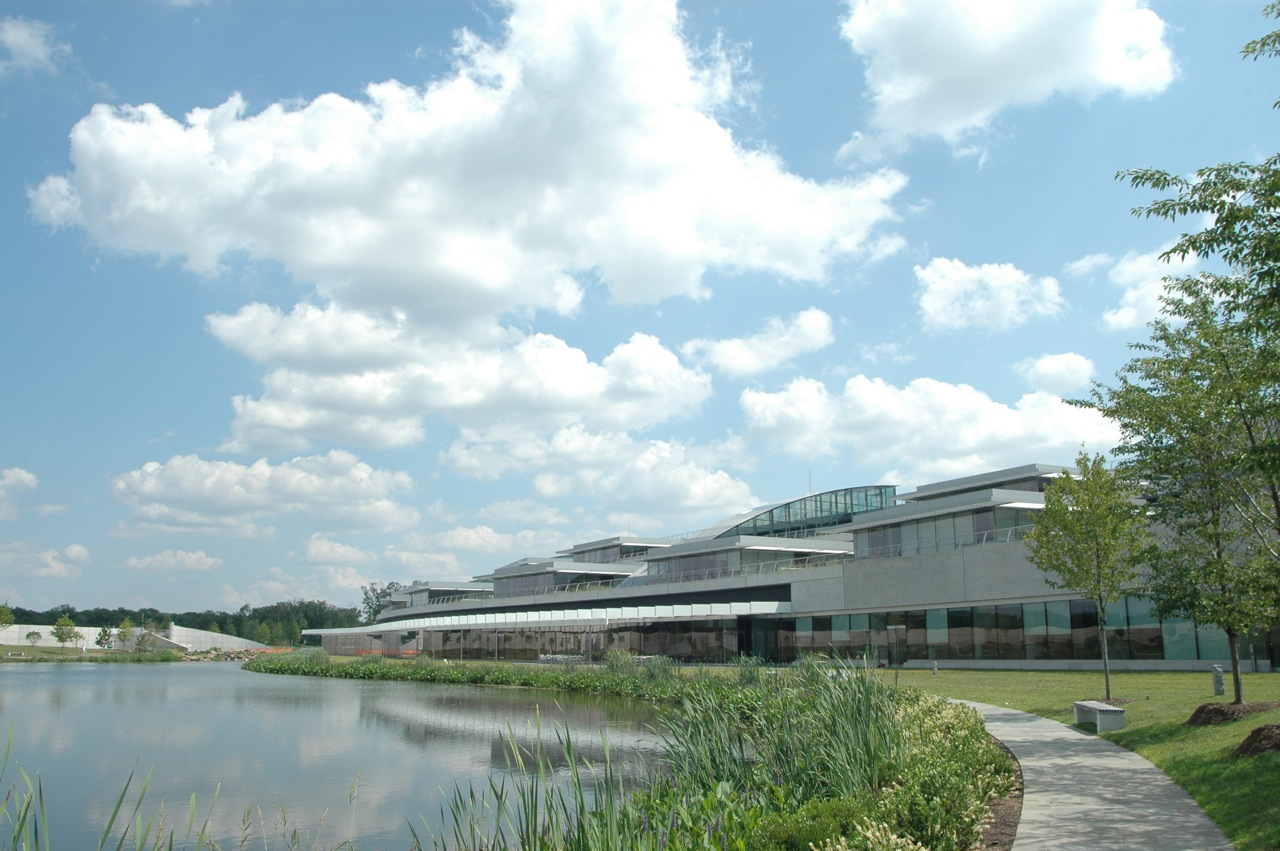
Das Hauptgebäude des Janelia Research Campus.

Der Janelia Research Campus (ehemals Janelia Farm Research Campus; gegründet 2006) ist ein Forschungsinstitut im Loudoun County nahe Ashburn (Virginia) in den USA. Janelia Research Campus ist die erste und bisher einzige freistehende Forschungseinrichtung des Howard Hughes Medical Institute.

## Zielsetzung
Janelia Research wurde gegründet, um die Bearbeitung von grundlegenden Fragestellungen in der biomedizinischen Forschung zu ermöglichen, die von der Industrie oder anderen akademischen Forschungseinrichtungen nur schwer bearbeitet werden können.
Darunter fallen Projekte, die
- Fachkenntnisse auf unterschiedlichen Gebieten benötigen
- zu langfristig angelegt sind, um innerhalb einer Förderperiode bearbeitet werden zu können
- außerhalb der Interessensschwerpunkte von anderen Geldgebern liegen.

## Campus
Das 275 Meter lange bogenförmige Hauptgebäude auf dem 279 Hektar großen, parkähnlichen Campusgelände wurde von dem Architekten Rafael Viñoly entworfen und im September 2006 fertiggestellt. Das Gebäude ist architektonisch an den natürlichen Verlauf eines Hanges am Potomac River angepasst und wird daher 'Landscape Building' genannt. Würde es aufrecht stehen, hätte es eine Höhe von 85 Stockwerken. Neben Büro- und Konferenzräumen beinhaltet es modular aufgeteilte Laborräume, die sich in kurzer Zeit nach Bedarf umgestalten lassen.
Der Campus umfasst weiterhin eine Vielzahl von Wohnhäusern zur Unterbringung von Wissenschaftlern sowie eine hotelähnliche Anlage mit rund 100 Zimmern zur Beherbergung von Konferenzteilnehmern. Die Anlage ist mit öffentlichen Verkehrsmitteln nur schwer zu erreichen, liegt jedoch verkehrsgünstig nahe dem Washington Dulles International Airport.

## Forschungsschwerpunkt
Der thematische Schwerpunkt von Janelia Research ist die interdisziplinäre Erforschung neurobiologischer Prozesse. Von besonderem Interesse sind:
- Die Identifizierung von allgemeinen Prinzipien wie neuronale Netzwerke Informationen verarbeiten
- Die Entwicklung von neuen bildgebenden Verfahren und von computergestützter Bildauswertung

## Ausbildung
In Kooperation mit der University of Chicago in Illinois, und der University of Cambridge in England bietet Janelia Research ein Ph.-D.-Programm an. Wie der Anspruch des Instituts sind auch die Anforderungen an Bewerber hoch. Studenten müssen sich zunächst an den Partneruniversitäten erfolgreich bewerben und können dann in einem zweiten Verfahren für Janelia Research ausgewählt werden. Janelia Research wirbt für sein Programm mit dem Slogan: „Don’t just study great science. LIVE IT.“ (Erlerne nicht nur großartige Wissenschaft. LEBE SIE.)

## Die Kultur von Janelia Research
Das Ziel von Janelia Research ist es, eine ungezwungenes und kooperatives Forschungsklima bereitzustellen wie man es von den AT&T Bell Laboratories oder dem Laboratory for Molecular Biology an der University of Cambridge kennt. Eine Besonderheit von Janelia Research ist das Konzept, zu jedem Zeitpunkt einen ungewöhnlich hohen Anteil an Gastwissenschaftlern am Institut zu beschäftigen.
Wissenschaftler sind in der Regel auf sechs Jahre befristet angestellt. Neben dem Gehalt werden alle weiteren benötigten Forschungs- und Personalmittel aus dem internen Budget des Howard Hughes Medical Institutes zur Verfügung gestellt, so dass Wissenschaftler keine Ressourcen auf die Beantragung von Drittmitteln verbrauchen müssen und sich ausschließlich auf wissenschaftliche Fragestellungen konzentrieren können.

## Persönlichkeiten
- Sydney Brenner – Biologe, Nobelpreis für Medizin und Physiologie 2002
- Eugene Myers – Bioinformatiker, bis 2012 in Janelia Farm
- Eric Betzig – Physiker, Nobelpreis für Chemie 2014
- Gerald M. Rubin – Molekularbiologe und Genetiker, Direktor von Janelia Research